# 廻龙镇
廻龙镇是中国广东省河源市龙川县下辖的一个镇，位于龙川县的中部。全镇总面积84.5平方公里，总人口2.9万多人。

## 行政区划
廻龙镇下辖以下村级行政区划单位
廻龙社区、罗回村、万光村、东北村、罗丰村、罗中村、罗西村、岐岭村、罗南村、大塘肚村、群光村、万塘村、骆歧村、园田村和罗明村。